# Trichopterigia consobrinaria
Trichopterigia consobrinaria är en fjärilsart som beskrevs av John Henry Leech 1891. Trichopterigia consobrinaria ingår i släktet Trichopterigia och familjen mätare. Inga underarter finns listade i Catalogue of Life.